# Ulica Krzyżowa w Katowicach
Ulica Krzyżowa w Katowicach – ulica w Katowicach, położona w północnej części miasta, na granicy Dębu i Wełnowca-Józefowca.
Droga ta o przebiegu zbliżonym do równoleżnikowego od strony północnej zamyka układ urbanistyczny historycznego centrum Dębu i łączy tę część miasta z Józefowcem. Zabudowę wzdłuż ulicy tworzą głównie familoki z przełomu XIX i XX wieku i przy niej siedzibę ma m.in. Filia „Dąb” Miejskiego Domu Kultury „Koszutka”.

## Przebieg
Ulica Krzyżowa przebiega przez teren katowickich dzielnic Dąb i Wełnowiec-Józefowiec i stanowi jednocześnie granicę pomiędzy tymi dzielnicami – tereny na północ od jezdni ulicy przynależą do Wełnowca-Józefowca, a na południe do Dębu.
Numeracja budynków przy ulicy Krzyżowej rozpoczyna się od strony zachodniej, gdzie droga krzyżuje się na skrzyżowaniu sterowanym sygnalizacją świetlną prostopadle z ulicą Dębową i na wprost z ulicą Bukową. Z tego też miejsca ulica Krzyżowa biegnie w kierunku zbliżonym do południowego wschodu i na wysokości budynku MDK zmienia ona swój kierunek na zbliżony do wschodniego. Ulica kończy swój bieg na skrzyżowaniu z ulicami T. Kotlarza, Szczecińską i ks. P. Ściegiennego.

## Charakterystyka

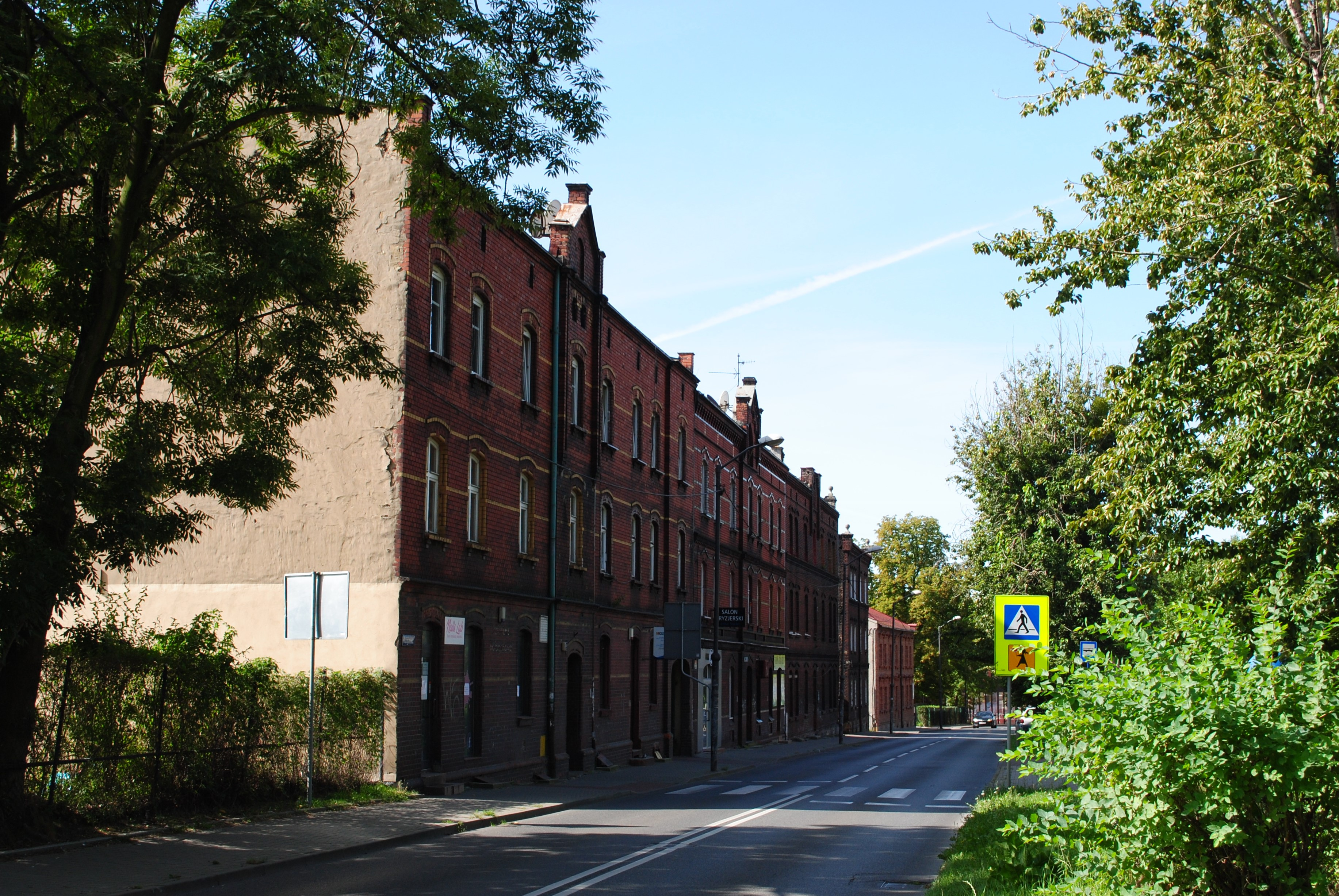
Ulica Krzyżowa widziana w kierunku zachodnim (2015)

Ulica Krzyżowa to droga powiatowa nr 6462S o klasie drogi lokalnej (L). Posiada ona jezdnię o nawierzchni bitumicznej, a jej szerokość wynosi 6,1 m. Łączna długość ulicy wynosi 303 m. Jest ona w administracji Miejskiego Zarządu Ulic i Mostów w Katowicach. W systemie TERYT ulica widnieje pod numerem 10196, a kod pocztowy dla adresów wzdłuż niej to 40-111.
Ulicą kursują autobusy miejskiego transportu zbiorowego Zarządu Transportu Metropolitalnego (ZTM). Na samej natomiast ulicy nie ma żadnego przystanku – najbliższe są na ulicy ks. P. Ściegiennego i na ulicy Szczecińskiej (przystanek Józefowiec Ściegiennego).
Wzdłuż całej ulicy Krzyżowej przebiega fragment niebieskiego szlaku turystycznego – Katowicki Szlak Spacerowy, łączący park Śląski w Chorzowie z Hamerlą przez Śródmieście i Muchowiec.
Zabudowę ulicy tworzy w głównej mierze rząd historyzujących, czterokondygnacyjnych familoków z przełomu XIX i XX wieku. Pomiędzy nimi a osiedlem mieszkaniowym przy ulicy ks. J. Ściegiennego znajduje się zespół terenów zielonych – jest nim skwer asp. Jana Górskiego.

## Historia

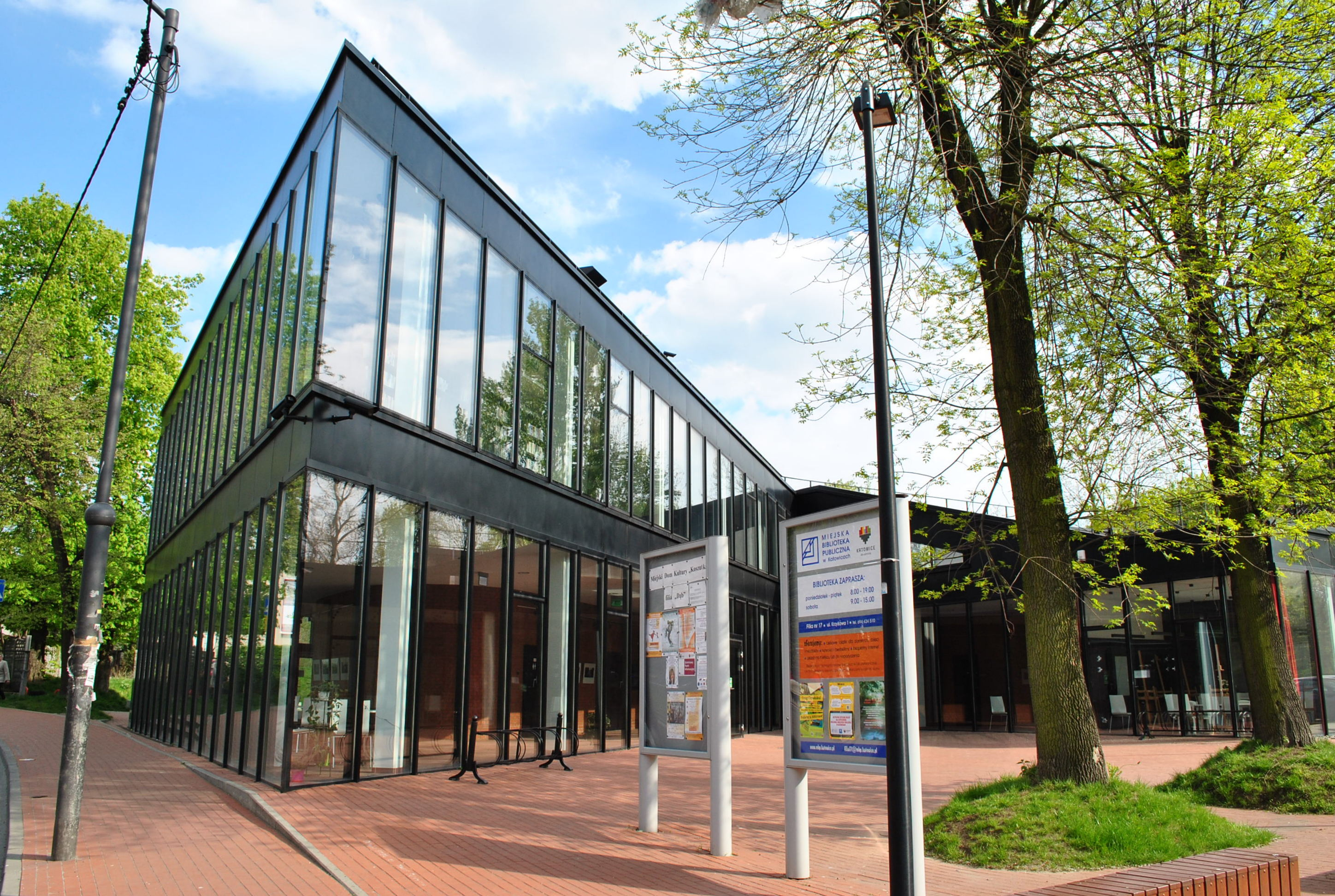
Budynek Filii „Dąb” Miejskiego Domu Kultury „Koszutka” pod nr. 1

Ulica Krzyżowa położona jest na terenie Dębu i wraz z ulicą Bukową od północy zamyka historyczne centrum pierwotnego założenia urbanistycznego tej części Katowic, którego osią jest ulica Dębowa. Na przełomie XVIII i XIX wieku rozwinęła się sieć połączeń Dębu z nowo założonymi skupiskami zabudowy i z Wełnowcem w ciągu późniejszych ulic Krzyżowej i Słonecznej. W tym też czasie do skrzyżowania ulic Dębowej i Krzyżowej sięgała zabudowa Dębu w formie luźnych gospodarstw.
W okolicach 1900 roku przebieg późniejszej ulicy Krzyżowej został poddany regulacji, a drogę po przekształceniom terenu spowodowanego działalności kopalni „Waterloo” poprowadzono dalej do Józefowca wzdłuż późniejszej ulicy Szczecińskiej. W tym też okresie przy ulicy zbudowano czteropiętrowe familoki pod nr. 3-11.
W 1904 roku ulicy nadano nazwę Bülowstrasse bądź też w tym okresie droga miała nazwę Kaiser Wilhelmstrasse (inne źródła wskazują, że tę drugą nazwę miała sąsiadująca z ulicą Krzyżową ulica Szczecińska; Urszula Rzewiczok wskazuje natomiast, że nazwę Bülowstrasse miała ulica Bilowa, będąca nieistniejącym już wschodnim odgałęzieniem ulicy Dębowej). W 1920 roku drodze nadano nazwę ulica Konstantego Damrota. W 1924 roku obszar Dębu wraz z ówczesną ulicą K. Damrota został włączony w granice Katowic, a drogę przemianowano na ulicę Krzyżową.

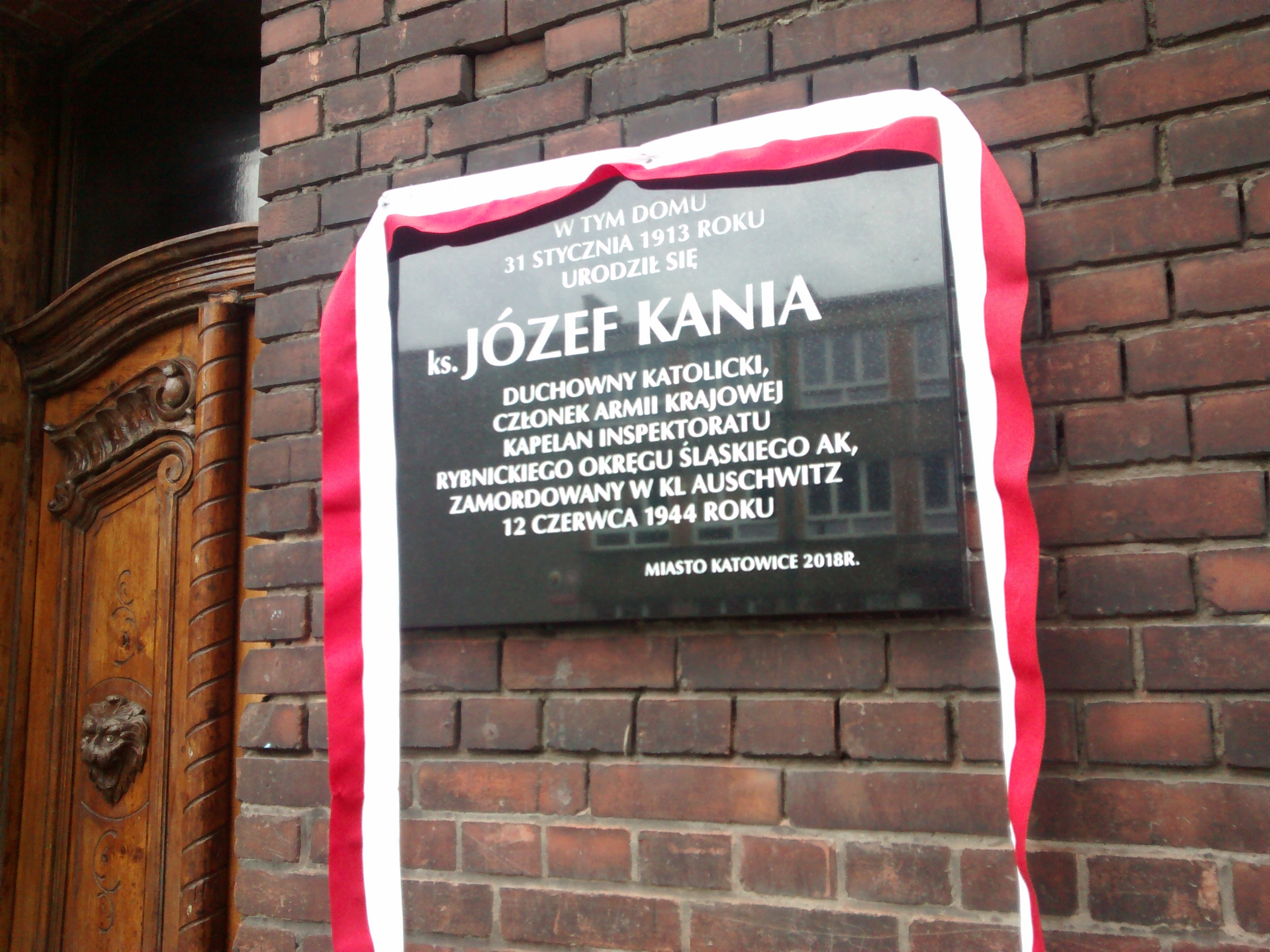
Tablica pamiątkowa upamiętniająca ks. Józefa Kanię, zamontowana na ścianie budynku pod nr. 7

1 września 1918 roku reaktywowano działalność gniazda „Dąb” Towarzystwa Gimnastycznego „Sokół”, które swoją siedzibę od 1929 roku miało w wyremontowanym budynku przy ulicy Krzyżowej 1. W latach 20. XX wieku w obrębie ulicy Krzyżowej powstały nowe szyby kopalni „Eminencja”, które połączono z głównym szybem i cegielniami kolejką wąskotorową. Ich likwidacja nastąpiła prawdopodobnie w drugiej połowie lat 40. XX wieku.
W okresie II wojny światowej ulica nosiła nazwę Kreuzstrasse, po czym przywrócono jej nazwę z lat międzywojennych – ulica Krzyżowa. W czasach Polski Ludowej budynek sokolni przy ulicy Krzyżowej 1 został wyburzony, a w jego miejsce w listopadzie 1955 roku oddano do użytku gmach przedszkola i domu kultury kopalni „Gottwald”. Pod koniec lat 60. XX wieku rozpoczęto budowę osiedla mieszkaniowego pomiędzy ulicami Krzyżową, Szczecińska a prof. J. Mikusińskiego.
W latach 90. XX wieku Górniczy Dom Kultury zaczął podupadać. Został on w 2005 roku przejęty przez miasto Katowice. W jego miejscu stanął gmach Fili „Dąb” Miejskiego Domu Kultury „Koszutka”, oddany do użytku w 2014 roku. W 2017 roku do budynku przy ulicy Krzyżowej 12 została przeniesiona Szkoła Podstawowa nr 19 im. Wojciecha Korfantego w Katowicach. 12 czerwca 2018 roku z inicjatywy Rady Jednostki Pomocniczej nr 10 Dąb została odsłonięta tablica pamiątkowa upamiętniająca ks. Józefa Kanię, którą wmurowano w budynku przy ulicy Krzyżowej 7, w miejscu jego narodzin.

## Obiekty zabytkowe i miejsca pamięci
Obiekty historyczne i zabytkowe:

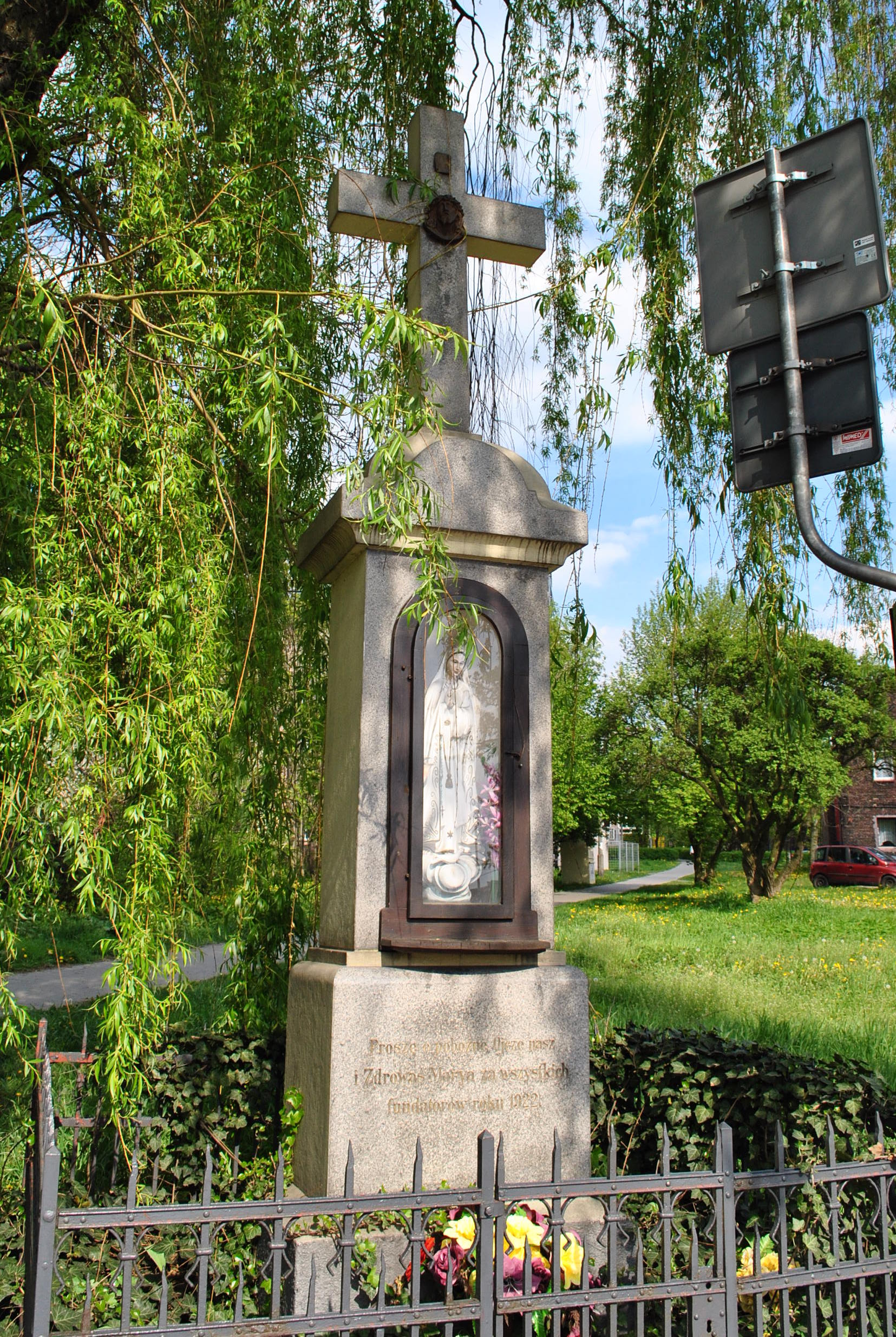
Krzyż Boża Męka na skrzyżowaniu ulic Krzyżowej i Agnieszki (2015)

- Krzyż Boża Męka (ul. Krzyżowa / Agnieszki)[28] – z 1922 roku; postument posiada głęboką wnękę, w którym znajduje się figura Matki Bożej Różańcowej; krzyż ma prosto zakończone ramiona, a na jego przecięciu znajduje się medalion z głową Jezusa Chrystusa w koronie cierniowej; krzyż otoczony jest kutym ogrodzeniem[29],
- Dom (ul. Krzyżowa 3)[28] – z końca XIX wieku w stylu historyzmu ceglanego prostego; jest to obiekt murowany z cegły, nieotynkowany, dwukondygnacyjny, zwieńczony dachem dwuspadowym krytym papą; posiada ceglane nadproża w firmie trójkątnych naczółków[30],
- Kamienica (ul. Krzyżowa 4) – z 1900 roku w stylu historyzmu ceglanego prostego; jest to obiekt murowany z cegły, nieotynkowany, dwukondygnacyjny, zwieńczony dachem dwuspadowym krytym papą; posiada ceglany fryz, nadproża i płyciny[31],
- Dom (ul. Krzyżowa 5)[28] – z końca XIX wieku w stylu historyzmu ceglanego prostego; jest to obiekt murowany z cegły, nieotynkowany, trójkondygnacyjny, zwieńczony dachem dwuspadowym krytym papą; posiada ceglane fryzy, gzyms i nadproża[31],
- Kamienica (ul. Krzyżowa 7)[28] – z 1916 roku w stylu historyzmu ceglanego prostego; jest to obiekt murowany z cegły, nieotynkowany, trójkondygnacyjny, zwieńczony dachem dwuspadowym krytym papą; posiada ceglane fryzy, gzyms, nadproża i okna zamknięte łukami odcinkowymi[31],
- Kamienica (ul. Krzyżowa 9)[28] – z 1904 roku w stylu historyzmu ceglanego prostego; jest to obiekt murowany z cegły, nieotynkowany, trójkondygnacyjny, zwieńczony dachem dwuspadowym krytym papą; posiada ceglane fryzy, gzyms, ozdobny szczyt i okna zamknięte łukami odcinkowymi[32],
- Kamienica (ul. Krzyżowa 9a)[28] – z początków XX wieku w stylu historyzmu ceglanego prostego; jest to obiekt murowany z cegły, nieotynkowany, trójkondygnacyjny, zwieńczony dachem dwuspadowym krytym papą; posiada ryzalit, ozdobny szczyt, ceglane gzymsy i okna z ozdobnych obramieniach zamknięte łukiem odcinkowym[32].

Tablice i miejsca pamięci:
- Tablica (ul. Krzyżowa 7) – upamiętniająca ks. Józefa Kanię, duchownego katolickiego, członka Armii Krajowej, zamordowanego w KL Auschwitz 12 czerwca 1944 roku[27].

## Gospodarka i instytucje
Na początku marca 2024 roku w systemie REGON zarejestrowanych było 30 podmiotów gospodarczych z siedzibą przy ulicy Krzyżowej, w tym m.in.: przedsiębiorstwa budowane, firma handlowo-usługowa, biuro rachunkowe, wspólnoty mieszkaniowe, kancelaria radcy prawnego, salon krawiecki, szkoła językowa, Towarzystwo Miłośników Dębu (ul. Dębowa 1) i inne.
Ulica Krzyżowa jest także siedzibą następujących placówek publicznych: Filia „Dąb” Miejskiego Domu Kultury „Koszutka” (ul. Krzyżowa 1), Filia nr 17 Miejskiej Biblioteki Publicznej w Katowicach (ul. Krzyżowa 1) i Szkoła Podstawowa nr 19 im. Wojciecha Korfantego w Katowicach (ul Krzyżowa 12).
Wierni rzymskokatoliccy mieszkający przy ulicy Krzyżowej przynależą do parafii św. Józefa Robotnika.